# Lurcy-le-Bourg
Lurcy-le-Bourg è un comune francese di 306 abitanti situato nel dipartimento della Nièvre nella regione della Borgogna-Franca Contea.
Nel territorio comunale la Nièvre de Saint-Benin-des-Bois si unisce alla Nièvre de Saint-Franchy per formare la Nièvre de Prémery (o Petite Nièvre), uno dei componenti della Nièvre, affluente di destra della Loira.

## Società

### Evoluzione demografica
Abitanti censiti